# Kruttxénskaia Baigorà
Kruttxénskaia Baigorà (en rus: Крутченская Байгора) és un poble de l'óblast de Lípetsk, a Rússia, que el 2018 tenia 629 habitants. Pertany al districte rural d'Úsman.